# هاينريش فولفجانج زايدل
هاينريش فولفجانج زايدل Heinrich Wolfgang Seidel (ولد في 28 أغسطس 1876 في برلين – ومات في 22 سبتمبر 1945 في شتارنبرج) هو كاتب وقسيس ألماني، وهو ابن الكاتب هاينريش زايدل.
كان متزوجا من ابنة عمه الكاتبة إينا زايدل. ابنهما جيورج الذي ولد في 1919 أصبح مراسلا وناقدا وكاتب مقالات.
درس اللاهوت الإنجيلي وعمل قسيسا في برلين، ثم قسيسا للطائفة في
إيبرسفالده منذ عام 1914. عاد إلى برلين في عام 1923 وعين قسيسا للكنيسة الجديدة في سوق جاندارمن. في عام 1934 استقال من الخدمة الكنسية وانتقل إلى شتارنبرج.
ويشمل إنتاجه الأدبي الأدب الكنسي التقليدي وروايات وقصص وكتابات بيوجرافية.

## من أعماله
- ثلاث ساعات بعد برلين 1967
- رسائل شبابية 1952
- إيلك 1950
- مساء وصباح 1950
- من مذكرات الأفكار والأحلام 1946
- تيودور فونتانه 1940
- الطائر توليدان 1913
- ذكريات عن هاينريش زايدل 1912

## روابط خارجية
- هاينريش فولفجانج زايدل على موقع مونزينجر (الألمانية)